# 锯齿蚊母树
锯齿蚊母树（学名：Distylium pingpienense var. serratum）为金缕梅科蚊母树属下的一个变种。

## 扩展阅读
- 維基物種上的相關：锯齿蚊母树